# Azzurra Music
Azzurra Music is een Italiaans platenlabel, dat Italiaanse muziek, jazz, blues, gospel, popmuziek, wereldmuziek, klassieke muziek en platen in andere genres uitbrengt. Het label is gevestigd in Pastrengo.
Het geeft op bescheiden schaal ook boeken en dvd's uit, onder meer op het gebied van buitensporten als mountainbiken.   